# 練馬区立光が丘第二小学校
練馬区立光が丘第二小学校（ねりまくりつ ひかりがおかだいにしょうがっこう）は、かつて東京都練馬区光が丘六丁目にあった公立小学校。
2010年3月31日を以て隣接する練馬区立光が丘第一小学校と統合され、閉校した。

## 所在地
- 東京都練馬区光が丘六丁目4番1号

## 最寄駅
- 都営大江戸線光が丘駅
- 東武東上線成増駅

## 概要
- 1986年（昭和61年）に現在地に開校。
- パソコン室を完備し、パソコンクラブがある。

### 教育目標
学校の教育目標
- 人権尊重の精神を基調とし、進んで学ぶ意欲を持ち、世界の人々とともに歩める、人間性豊で、心身ともに健やかな児童を育てる。
- 「考える子 助け合う子 たくましい子」

学校の教育目標を達成するための基本方針
- 自他の生命を尊重し、差別と偏見のない人権尊重教育を各教科、道徳、総合的な学習の時間、特別活動、学校全体を通して推進する。
- 基礎的・基本的な内容を確実に身に付けさせ、一人一人の個性や能力を生かすため少人数授業や協力授業などを取り入れ、学ぶことの楽しさや成就感を体得させる指導の充実を図る。
- 家庭及び地域社会との連携を図り、相互の信頼を深め、「地域とともに歩む開かれた学校」を目指す。
- 教育活動全体を通して、自ら学び自ら行動する児童の育成を目指す。
- 児童達が豊かな心を持って、生き生きと生活する学年学級づくりを推進する。
- 心身の健全な発達と明るく健康な生活の基礎を培うために、日常的に運動に親しませるとともに健康・安全指導の充実を図る。

### 施設
特別教室
- 多目的スペース
- ランチルーム
- 図書室
- 理科室
- パソコン室
- 図工室
- 家庭科室
- 音楽室
- 体育館
- プール

校庭
- 校庭（中庭）

### 年中行事
以下、行われる順に記す。
- 入学式
- 対面式
- 運動会
- 引き取り訓練（大型の避難訓練）
- 展覧会
- 二小祭り
- 6年生を送る会
- 卒業式

## 沿革
- 1986年 - 着工
- 1987年 - 竣工・開校。初代校長中村和夫着任。校章制定。
- 1990年 - 第二代校長清水賢二着任。
- 1994年 - 第三代校長粕谷信夫着任。
- 1997年 - 第四代校長山中和彦着任。
- 2002年 - 第五代校長樋川忠男着任。
- 2006年 - 第六代校長細谷勝着任。
- 2008年 - 第七代校長齋藤栄子着任。
- 2010年 - 光が丘第一小学校と統合し閉校。後継校は練馬区立光が丘四季の香小学校で、校舎は旧光が丘第一小を使用。

## 特徴

### 特色ある教育活動
- 週3回の朝読書（火水金15分間）、月1回の読み聞かせ、地域図書館との連携を通して、本に親しむ豊かな情操を養う。
- 縦割り班を活用した交流弁当、遊び集会、あかね幼稚園の園児や光が丘第一中学校の生徒など異年齢集団活動を充実し、児童相互の豊かな関わり合いを深める。
- 各学年5回程度実施する夏休み中のサマースクール（補充学習教室等）を通して、個に応じたきめ細かい指導を行い、基礎的・基本的な内容の確実な定着を図る。
- 算数科における表現力を研究し、授業に生かすことを通して、児童のコミュニケーション能力の向上を図る。
- 5月に新体力テストを実施し、その結果をその後の体育指導に生かしたり、年間5回の体育朝会を実施したりして、体力の向上を図る。

### その他
- 校庭の一角に動物小屋と池があり金魚やカメ、ウサギなどを飼育委員会を設置して飼育している。
- 隣接する練馬区立光が丘第一中学校と交流があり、文化発表会の見学などを行っている。
- 上記の光が丘第一中学校の生徒が立地の関係で当校の校門を登校時に利用している。また、給食室を持たないため、光が丘第一中学校から給食を供給されている（そのため中学校が休みのときは給食が出ないこともある）。
- 二小祭りという行事がある。これは保護者とも共同で小学校の敷地を利用してのお祭りである。校庭などで手作りのゲームによる出店が出るほか、不用品を生徒家庭から集めてのバザー、ランチルームでの軽食提供なども開催される。